# 여우자리 23
여우자리 23(영어: 23 Vulpeculae)는 지구에서 340광년 떨어진 적색거성 항성이다.
여우자리 23은 겉보기등급은 4.52, 절대등급은 -0.58 등급이다.
여우자리 23은 태양으로부터 +1.47 km /s의 속도로 멀어지고 있다.
이 항성은 여우자리 23과 다른 항성으로 이루어진 쌍성으로 추측이 되고 있다.
여우자리 23은 공전주기가 25.33년이며 태양보다 2배 크고 태양광도의 146배가 더 방출되고 있다.
여우자리 23과 같이 돌고 있는 항성은 6.5배의 크기를 가지고 있는 것으로 추측이 된다.